# Tipula (Vestiplex) rhimma
Tipula (Vestiplex) rhimma is een tweevleugelige uit de familie langpootmuggen (Tipulidae). De soort komt voor in het Oriëntaals gebied.